# Tabitha Karanja
Tabitha Karanja est une femme d'affaires, cheffe d'entreprise et industrielle kényane. Elle est la fondatrice et directrice générale de Keroche Breweries, première grande brasserie du Kenya détenue par une société non multinationale. Keroche représente 20% de la consommation de bière au Kenya, en octobre 2012. En 2021, elle annonce sa candidature au poste de sénatrice dans le Comté de Nakuru lors des élections générales qui se tiendront en 2022, et est élue.

## Biographie
Tabitha Karanja est née le 26 août 1964 à Kenton près de Kijabe et est l'aînée des 10 enfants de sa famille. Après avoir fréquenté les écoles kényanes, elle a trouvé un emploi au ministère du tourisme en tant que commis comptable. Elle a rencontré et épousé son mari, qui possédait une quincaillerie prospère dans la ville de Naivasha. En 1997, le couple a fermé la quincaillerie et s'est lancé dans la viticulture. Ainsi, à partir de 1997, son époux et elle commencent à produire du vin fortifié bas de gamme pour le marché local . En 2007, après l'imposition de lourdes taxes sur  les vins fabriqués localement par le gouvernement kényan, son produit a été retiré du marché. Tabitha Karanja se lance alors dans la fabrication de gin et de vodka prêts à boire. En 2008, elle a ajouté la bière à son répertoire de boissons alcoolisées en commençant par une marque appelée "Summit". En 2013, l'usine a lancé des plans d'expansion pour augmenter la production de bière de 60 000 bouteilles par jour à 600 000 bouteilles par jour. L'usine rénovée, qui a coûté 5 milliards de shillings kényans (55,5 millions de dollars américains), a été mise en service par Adan Mohammed, le secrétaire du Cabinet pour l'industrialisation, le 31 mars 2015,.
En 2021, elle annonce sa candidature au poste de sénatrice dans le Comté de Nakuru lors des élections générales de 2022,, et est élue, sous l’étiquette de l’United Democratic Alliance (UDA) de William Ruto.

## Vie personnelle
Tabitha est mariée à Joseph Mugai Karanja et ensemble, ils sont les parents de quatre enfants : James Karanja, Anerlisa Muigai, Edward Muigai et feu Tecra Muigai. Tecra est décédé après être tombé des escaliers d'un avion le 2 mai 2020. Joseph Muigai Karanja est le président de Keroche Breweries Limited,.